# Гюнтер Гебель
Гюнтер Гебель (нім. Günter Goebel; 14 листопада 1917, Гаген — 4 вересня 1993, Гаген) — німецький офіцер, оберстлейтенант вермахту (1 березня 1945). Кавалер Лицарського хреста Залізного хреста з дубовим листям.

## Біографія
В 1936 році вступив у 18-й піхотний полк. З 1939 року — ад'ютант 3-го батальйону 208-го піхотного полку 79-ї піхотної дивізії. Учасник Французької кампанії та Німецько-радянської війни. Відзначився під час взяття Києва. В лютому 1942 року відряджений на курси Генштабу. Під час боїв під Сталінградом командував бойовою групою, яка діяла на західній ділянці оточення. Був важко поранений та евакуйований з котла. Після закінчення Військової академії 1 квітня 1944 року зарахований в Генштаб, займав посади квартирмейстера штабу 61-ї піхотної дивізії, виконувача обов'язків квартирмейстера штабу 42-го армійського корпусу, начальника оперативного відділу штабу 50-го армійського корпусу, 218-ї і 215-ї піхотних дивізій. З березня 1945 року — командир 189-го гренадерського полку, який бився в Курляндії. 11 травня 1945 року здався в полон радянським військам. В жовтні 1955 року звільнений.

## Нагороди
- Залізний хрест
  - 2-го класу (4 листопада 1939)
  - 1-го класу (18 червня 1940)
- Штурмовий піхотний знак в сріблі
- Лицарський хрест Залізного хреста з дубовим листям
  - лицарський хрест (18 жовтня 1941)
  - дубове листя (№180; 18 січня 1943)
- Почесна застібка на орденську стрічку для Сухопутних військ (6 листопада 1941)
- Медаль «За зимову кампанію на Сході 1941/42»
- Нагрудний знак «За поранення» в чорному
- Золотий почесний знак Гітлер'югенду
- Нагрудний знак ближнього бою в сріблі (квітень 1944)